# Disquisitiones arithmeticae

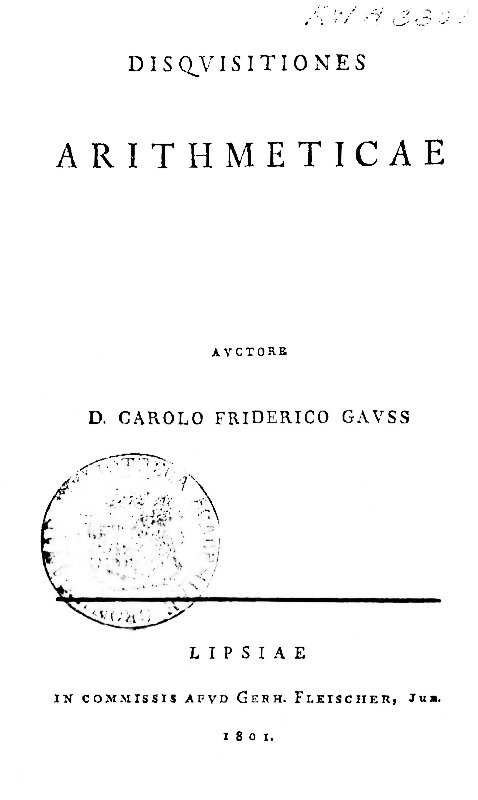
Couverture de la première édition.

Disquisitiones arithmeticae (Recherches arithmétiques dans la traduction française) est un livre de théorie des nombres écrit par le mathématicien allemand Carl Friedrich Gauss. Sa première publication date de 1801. Dans ce livre, Gauss réorganise le domaine en incluant des résultats obtenus par certains de ses prédécesseurs, comme  Fermat, Euler, Lagrange ou Legendre, mais ajoute surtout des contributions importantes, qu'il s'agisse de notions (comme celle de congruence), de  théorèmes (comme les critères de construction à la règle et au compas d'un polygone régulier dans un cercle) ou de démonstrations (comme les premières preuves de la loi de réciprocité quadratique). Lu et retravaillé par de nombreux mathématiciens au cours des deux derniers siècles, le livre a instauré des normes de rigueur nouvelles et a eu un effet décisif sur des sujets aussi variés que la théorie de Galois, les tests de primalité ou la théorie des idéaux. Il a été traduit en plusieurs langues et reste une source de réflexion vivante, comme en témoignent les travaux récents de Manjul Bhargava en 2004.

## Sujet
Dans la préface aux Disquisitiones, Gauss présente ainsi l'ambition de son livre :
Les Recherches contenues dans cet ouvrage appartiennent à cette branche des mathématiques où on considère particulièrement les nombres entiers, quelquefois les fractions, mais où on exclut toujours les nombres irrationnels.
Les Disquisitiones traitent  de l'arithmétique élémentaire sur les entiers, de l'arithmétique modulaire, c'est-à-dire des propriétés des entiers considérés à un multiple près d'un entier fixé, de la représentation des entiers comme valeurs de formes quadratiques, par exemple comme sommes de deux carrés. La dernière section sort néanmoins du cadre indiqué, puisqu'elle est consacrée à l'étude de l'équation {\displaystyle x^{n}-1=0} et fait appel à des fonctions transcendantes comme les fonctions cosinus ou sinus. Comme le justifie l'auteur
l'exposition fera voir bien clairement quelle est la liaison de ce sujet et de l'Arithmétique transcendante

## Contenu
Le livre est divisé en sept sections et 366 articles :
Section 1. Sur les nombres congrus en général.
Section 2. Sur les congruences du premier degré.
Section 3. Sur les résidus des puissances.
Section 4. Sur les congruences du second degré.
Section 5. Sur les formes et les équations indéterminées du second degré.
Section 6. Applications diverses des recherches précédentes.
Section 7. Sur les équations définissant des sections de cercles.
Une huitième section devait être publiée dans un deuxième volume qui ne vit jamais le jour ; trouvée dans les manuscrits de Gauss, elle fut éditée après sa mort dans ses œuvres complètes.
Section 8. (posthume) Vers une théorie des corps finis.
Dans la description suivante, nous donnerons les divers énoncés dans la formulation de Gauss, ainsi que dans une formulation actuelle. Quand Gauss emploie une dénomination particulière, cela sera souligné.

### Section 1: Des nombres congrus en général
Cette section très courte introduit une nouvelle notion et une nouvelle notation  dont l'impact sur le développement de la théorie  des nombres (en particulier l'arithmétique modulaire) a été important : celles de congruence. Le livre s'ouvre sur sa définition :
Si un nombre {\displaystyle a} divise la différence des nombres  {\displaystyle b} et {\displaystyle c}, {\displaystyle b} et {\displaystyle c} sont dits congrus suivant {\displaystyle a}, sinon incongrus. {\displaystyle a} s'appellera le module ; chacun des nombres  {\displaystyle b} et {\displaystyle c}, résidus de l'autre dans le premier cas, et non résidus dans le second.
La notation '≡' est introduite à la section suivante et adoptée, indique Gauss, « à cause de la grande analogie qui existe entre l'égalité et la congruence ». Ainsi -16 ≡ 9 (mod. 5) exprime le fait que 5 divise -16-9.
Gauss établit le fait que tout entier a un résidu modulo {\displaystyle m} compris entre 0 et {\displaystyle m-1} (art. 3 et 4), puis prouve que la notion de congruence est compatible avec les opérations usuelles de l'arithmétique, autrement dit que   les entiers modulaires forment un anneau (art. 5 à 9).

### Section 2: Les congruences du premier degré
Cette section contient d'abord des résultats sur les entiers, prouvés à l'aide des congruences : le lemme d'Euclide apparaît à l'article 14, le théorème de décomposition en produit de facteurs premiers est l'objet de l'article 16. Gauss en déduit ensuite plusieurs conséquences, dont un des lemmes dits 'de Gauss' (article 19) et surtout la résolution des congruences linéaires, c'est-à-dire des équations de degré 1 en les résidus (art. 24 et 29). Il donne deux méthodes, attribuées à Euler et Lagrange, pour résoudre ces équations, en observant qu'elles mènent au même algorithme (art. 27 et 28). Les articles 30, puis 33, et les suivants, exposent diverses méthodes relevant du théorème des restes chinois ; mais celui-ci ne fait pas l'objet d'un énoncé formellement identifié. L'article 37 aborde les systèmes de congruences du premier degré à plusieurs inconnues. La fin de cette section inclut plusieurs énoncés qui seront utilisés dans la suite :  les propriétés de la fonction indicatrice d'Euler (article 38), dont Gauss fixe d'ailleurs la notation désormais courante :  le lemme de Gauss sur les coefficients des polynômes (article 42) : le théorème de Lagrange selon lequel une congruence polynomiale modulo un nombre premier ne peut avoir plus de racines que son degré (articles 43-44).

### Section 3: Les résidus des puissances
Cette section est consacrée à l'étude de progressions géométriques modulo un nombre premier {\displaystyle p}, c'est-à-dire de suites {\displaystyle a}, {\displaystyle a^{2}}, {\displaystyle a^{3}}, ...  modulo {\displaystyle p} (pour un entier {\displaystyle a} non divisible par {\displaystyle p}).
Les articles 45 et suivants traitent du petit théorème de Fermat (Fermatii theorema selon Gauss, qui en attribue la première démonstration publiée à Euler) ; notamment, en 52-54, est traité le problème de connaître exactement le nombre de résidus modulaires d'un ordre multiplicatif donné, à l'aide de l'indicatrice d'Euler ; ce qu'on peut encore exprimer en disant qu'il compte les racines primitives de l'unité pour un exposant donné. En 56, Gauss commente une tentative d'Euler pour obtenir une démonstration de ce résultat, qui tombe en défaut. Il s'intéresse ensuite aux racines des autres résidus que l'unité ; il énonce d'abord l'alternative sur le nombre de solutions (art. 60), puis s'intéresse à la possibilité de décider effectivement cette alternative sans recours aux tables (art. 64). L'existence de racines carrées de -1 modulo un nombre premier est par exemple traitée. Le problème de calculer effectivement des racines primitives (problème du logarithme discret) occupe les articles suivants. Gauss finit par déclarer que « la plupart des méthodes qui servent à trouver les racines primitives reposent en grande partie sur le tâtonnement »(art. 73). Il énonce ensuite une version très générale du théorème de Wilson (art. 75), dont il attribue la publication à Waring (art. 76). Il s'intéresse aussi aux sommes géométriques (art. 79), et aux sommes de racines primitives (art. 81).
Gauss considère ensuite le cas d'un module composé, via notamment le théorème de Fermat-Euler (art. 83). Il s'intéresse à nouveau aux racines de l'unité (art. 85 et 89) et donne un critère pour l'existence de racines primitives (art. 92) - c'est-à-dire pour que le groupe des unités des anneaux considérés soit cyclique.

### Section 4: Les congruences du second degré
Gauss commence par montrer qu'il y a autant de résidus quadratiques (« residua quadratica ») et de non-résidus quadratiques modulo un nombre premier (art. 94 à 97) ; il propose plusieurs méthodes pour arriver au résultat. Il traite ensuite la question d'un module composé (art. 100 à 106). Puis il pose la question, un nombre entier étant donné, de trouver tous les modules pour lesquels il sera résidu quadratique. Pour -1 (art. 108 à 111), la réponse a déjà été donnée à la partie précédente (art. 64) ; deux autres démonstrations sont données, dont une se basant sur le théorème de Wilson. Puis sont traités les cas de 2 et -2 (art. 112 à 116), puis 3 et -3 (art. 117 à 120), 5 et -5 (art. 121 à 124).
La nécessité d'une approche plus systématique étant établie, Gauss énonce en 131 ce qu'il appelle « théorème fondamental »:
Tout nombre qui, pris positivement, est résidu ou non résidu de p, aura, pour résidu ou non résidu, +p ou -p, selon que p sera de la forme 4n+1 ou 4n+3.
On reconnaît la loi de réciprocité quadratique ; Gauss donne ici la première démonstration de ce résultat, basée sur une récurrence, et une discussion portant sur résidus des entiers sur lesquels porte la récurrence ; il est amené à distinguer huit cas (art. 132 à 144). Il en déduit un algorithme pour déterminer si un nombre est résidu quadratique pour un module donné, mais en se basant sur la connaissance de la factorisation en nombres premiers (art. 146).
art 147 à 150 ?

### Section 5: Formes quadratiques
Gauss étudie en premier lieu les formes quadratiques entières à deux indéterminées. Son premier théorème (art. 154 à 156) donne une condition nécessaire sur le discriminant (que Gauss appelle déterminant) d'une forme quadratique pour qu'elle représente un entier donné. Il considère ensuite ce qu'on peut traduire en langage moderne comme le problème de déterminer les classes de l'ensemble des formes quadratiques sous l'action du groupe {\displaystyle Gl_{2}(\mathbb {Z} )}, et même plus généralement par la relation d'ordre induite par changements de coordonnées dans {\displaystyle M_{2}(\mathbb {Z} )}, non nécessairement inversibles, mais de déterminant non nul. Il introduit notamment les notions d'action propre et impropre, suivant le signe du déterminant du changement de variables. Ce sujet occupe les articles 157 à 165. Il fait ensuite le lien entre ces notions et la représentation des nombres par des formes (art. 166 à 170).
La suite a pour objet l'étude fine des classes pour les actions précédentes : détermination d'un représentant privilégié, dont la taille des coefficients soit contrôlée, système complet d'invariants, détermination d'une transformation pour passer d'un élément d'une classe vers un autre.

### Editions en ligne
- Consulter la liste des éditions de cette œuvre .
- (la) Disquisitiones arithmeticae, 1801, version originale en latin, en ligne sur Gallica ou sur le GDZ (Göttingen).
- (de) Disquisitiones arithmeticae, traduction en allemand, édition H. Maser, 1889, en ligne sur GDZ (Göttingen).
- (fr) Recherches Arithmétiques, traduction en français par Antoine Charles Marcelin Poullet-Delisle, édition Courcier, 1807, en ligne sur Gallica.
- (fr) Recherches Arithmétiques, transcription Latex de la traduction de A.C.M. Poullet-Delisle, en ligne.

### Bases de données et dictionnaires
- Notices dans des dictionnaires ou encyclopédies généralistes :   - Britannica
  - Universalis
- Notices d'autorité :   - WorldCat